# جی نورث
جی نورث (انگلیسی: Jay North؛ زادهٔ ۳ اوت ۱۹۵۱ – درگذشتهٔ ۶ آوریل ۲۰۲۵) هنرپیشه اهل ایالات متحده آمریکا بود. از فیلم‌ها یا مجموعه‌های تلویزیونی که وی در آن‌ها نقش داشته است، می‌توان به فیلم مایا و سریال تلویزیونی مایا اشاره نمود.